# ThruSpace
ThruSpace, o per intero ThruSpace: Puzzle 3D ad alta velocità (ThruSpace: High Velocity 3D Puzzle) e talvolta noto originariamente in Giappone come Surinuke anatosu (すりぬけアナトウス?, Surinuke anatōsu), è un videogioco di puzzle e di abilità sviluppato da Nintendo, in collaborazione con Keys Factory. È distribuito da WiiWare ed è stato lanciato il 5 novembre 2010 in Europa.

## Modalità di gioco
Il gioco consiste nel far passare dei tetramini (chiamati "cubochiavi") attraverso dei varchi in cui richiedono una forma precisa per attraversare i fori delle pareti trasversali. Il punteggio è determinato dalle figure create, dai cristalli raccolti, dalle combo e dalla velocità della cubochiave che si sta utilizzando. Il gioco consiste in 3 modalità:
- Normale

In questa modalità ogni cubochiave ha 3 tappe, di cui la difficoltà aumenta progressivamente. La tappa deve essere completata entro un tempo stabilito. Le prime due tappe danno due vite della cubochiave, la terza soltanto una. Alla fine del gioco, comparirà una tappa difficile e bonus, la "Tappa EX".
- Senza Limiti

In questa modalità il percorso è all'infinito. È simile alla modalità normale ma finisce quando tutte le vite della cubochiave si sono esaurite, quindi non c'è limite di tempo.
- Traccia le Figure

In questa modalità, senza limiti di tempo, lo scopo è quello di costruire le figure per aprire dei varchi nelle pareti trasversali. Il gioco finisce se una delle figure non è stata tracciata correttamente (cioè, è incompleta).

## Accoglienza
Secondo il sito web aggregatore di recensioni Metacritic, ThruSpace ha ricevuto recensioni contrastanti o nella media. Kristan Reed di Eurogamer ha definito il gioco "relativamente semplice", ma ha comunque elogiato la difficoltà che offriva.

## Sequel
ThruSpace ha ricevuto un sequel per Nintendo 3DS, intitolato Ketzal's Corridors. Presenta lo stesso gameplay di ThruSpace, ma con uno stile grafico più distinto.